# André-Joseph Léonard
André-Joseph Léonard, más conocido como André Léonard (Jambes, Región Valona, Namur, Bélgica, 6 de mayo de 1940) es un arzobispo católico, filósofo y teólogo belga.
Fue miembro de Comisión Teológica Internacional de la Congregación para la Doctrina de la Fe. En 1991 fue nombrado obispo de Namur y desde el día 18 de enero de 2010 fue el arzobispo de Malinas-Bruselas y primado de Bélgica hasta su renuncia efectiva por edad el 6 de noviembre de 2015.
El 27 de febrero de 2010 fue nombrado ordinario militar del país, presidente de la Conferencia episcopal de Bélgica y, desde 2011, miembro del  Pontificio Consejo para la Promoción de la Nueva Evangelización.
Desde el año 1971 hasta la actualidad, ha escrito numerosas obras sobre filosofía, teología y religión católica.

## Biografía
Nacido en el municipio belga de Jambes en el año 1940.
Su padre murió poco después de su nacimiento durante los primeros días de la invasión alemana en Bélgica, es uno de los cuatro hermanos que se convirtieron en sacerdotes.
Realizó sus estudios primarios y secundarios en el Colegio Notre-Dame de la Paix de la ciudad de Namur, seguidamente el obispo diocesano Mons. André-Marie Charue lo envió al Seminario Mayor León XIII de Lovaina, donde realizó sus estudios eclesiásticos y obtuvo una maestría en Filosofía.
Después se trasladó a Italia para continuar con sus estudios, graduándose en Teología por uno de los Pontificios Colegios en Roma y seguidamente se licenció por la Pontificia Universidad Gregoriana.
Durante esta época fue ordenado sacerdote el día 19 de julio del año 1964 por Mons. André-Marie Charue.
Años siguiente en 1974, se doctoró en filosofía por la Universidad Católica de Lovaina, con una tesis llamada Un comentario literal en la lógica de Hegel.
Tras haber finalizado sus estudios universitarios, inició su ministerio sacerdotal y a finales de 1980 entró en la Curia Romana siendo miembro de la Comisión Teológica Internacional de la Congregación para la Doctrina de la Fe y también durante estos años fue profesor de filosofía en la Universidad Católica de Lovaina hasta 1991.
El día 7 de febrero de 1991, el papa Juan Pablo II lo nombró Obispo de la Diócesis de Namur, en sucesión de Mons. Robert-Joseph Mathen, recibiendo la consagración episcopal el 14 de abril del mismo año, a manos del cardenal y arzobispo Mons. Godfried Danneels.
Como obispo de Namur se centró particularmente en la pastoral juvenil y en la promoción de las nuevas vocaciones hacia el sacerdocio, colaborando así con el seminario diocesano.
Posteriormente el día 18 de enero del año 2010, el papa Benedicto XVI lo designó arzobispo de la Archidiócesis de Malinas-Bruselas y primado de Bélgica, sucediendo en el cargo a Godfried Danneels que renunció por razones de edad.
Tras su nombramiento, se lo considera uno de los obispos conservadores de Europa. Personalmente afirmó que sus mayores prioridades durante su nuevo episcopado serán: las vocaciones, la liturgia y una genuina preocupación por los temas sociales. En 2010 aseguró que el sida era un acto de justicia y que jugar con la naturaleza del amor puede conducir a catástrofes así.. 
A su vez el 27 de febrero de 2010, el papa Benedicto XVI lo nombró Ordinario Militar de Bélgica, cuya función es entregar atención pastoral al Ejército Belga, y Presidente de la Conferencia Episcopal de Bélgica.
El 5 de enero de 2011, fue elegido como uno de los primeros miembros del por entonces recién creado Pontificio Consejo para la Promoción de la Nueva Evangelización, siendo visto su nombramiento como una afirmación de su liderazgo por la Santa Sede y en el que tendrán que renovar la evangelización de las zonas del mundo, especialmente en Occidente y en las zonas más afectadas por la secularización.
Su renuncia por edad fue aceptada por el papa Francisco el 1 de junio de 2015, y se hizo efectiva el 6 de noviembre de ese año. Jozef De Kesel fue designado como su sucesor.

## Condecoración
| Distinción                                            |
| ----------------------------------------------------- |
| Caballero de la Orden del Santo Sepulcro de Jerusalén |